# Chik Tormenta
Cristina Azpeitia Ramírez (nacida el 29 de agosto de 1994) es una luchadora profesional mexicana conocida como Chik Tormenta, quien trabaja actualmente para el Lucha Libre AAA Worldwide (AAA). Ramírez ha competido desde julio de 2018 tanto en la escena independiente mexicana y estadounidense. Anteriormente luchó para Impact Wrestling en los Estados Unidos.

## Carrera

### Circuito independiente (2011-2018)
Tormenta hizo su debut en el Desastre Total Ultraviolento (DTU) donde derrotó a La Pantera.
El 17 de marzo, Tormenta derrotó a Keyra, Lady Shani y La Hiedra ganando el Campeonato Femenino AULL.
El 9 de octubre de 2019, Tormenta anunció en su cuenta de Facebook que se retiraría indefinidamente de la lucha libre profesional debido a su embarazo y que dejaría vacantes todos los campeonatos que tenía. 

### Lucha Libre AAA Worldwide (2018-presente)
El 13 de julio de 2018, Tormenta hizo su debut para AAA, una de las promociones de lucha libre más grandes de México. En su primer combate AAA formó equipo con Keyra y Arez, donde derrotó a Dragon Bane, Lady Maravilla y Star Fire. El 2 de agosto, Tormenta haciendo equipo con La Parka Negra, derrotó a Aero Star y Vanilla. Tormenta hizo una aparición especial en la edición del 13 de septiembre de 2018 de Impact Wrestling Xplosion, que se grabó del 13 al 14 de septiembre de 2018 en el Centro de Entretenimiento Frontón México de la Ciudad de México. Hizo equipo con Arez y Latigo fue derrotada por Aramís, Dragon Bane y Star Fire.
El 25 de diciembre de 2018, haciendo equipo con Demus y Toxin como representante de Liga Elite, ganando al Equipo AAA (Chicano, Vanilla y Villano III Jr.). El 16 de marzo de 2019, en el show de Rey de Reyes, Tormenta compitió por el Campeonato Reina de Reinas de AAA contra Keira, La Hiedra y Lady Shani, que fue ganado por Shani.
El 11 de octubre de 2021, Tormenta y Arez ganaron el Campeonato Mundial en Parejas Mixto de AAA. Más tarde, perdieron los títulos ante Tay Conti y Sammy Guevara en un combate a cuatro bandas en Triplemanía XXX: Monterrey el 30 de abril de 2022. El 18 de junio, en Triplemanía XXX: Tijuana, Tormenta se vio obligada a desenmascararse y revelar su verdadero nombre luego de ser derrotada por Flammer.

## Campeonatos y logros
- Alianza Universal De Lucha Libre
  - AULL Women's Championship (1 vez)

- Generación XXI
  - G21 Women's Championship (1 vez)

- Lucha Libre AAA Worldwide
  - Campeonato Mundial en Parejas Mixto de AAA (1 vez) - con Arez.
  - Copa Antonio Peña (2023 y 2024)

- Martinez Entertainment
  - Metroplex Womens Championship (1 vez)

- New Wrestling Generation
  - NWG Divas Championship (2 veces)

- Pro Wrestling Illustrated
  - Situado en el Nº146 en el PWI 150 de 2021
  - Situada en el N°180 del PWI 250 de 2024

## Luchas de apuestas
| Ganador                   | Perdedor                | Lugar                    | Evento                                     | Fecha               | Notas |
| ------------------------- | ----------------------- | ------------------------ | ------------------------------------------ | ------------------- | ----- |
| Chik Tormenta (cabellera) | Mystique (cabellera)    | Benbrook, Texas          | Noche de Apuestas - Martinez Entertainment | 16 de julio de 2015 |       |
| Flammer (máscara)         | Chik Tormenta (máscara) | Tijuana, Baja California | Triplemanía XXX: Tijuana                   | 18 de junio de 2022 | [ 5 ] |